# Acacia pycnocephala
Acacia pycnocephala är en ärtväxtart som beskrevs av Bruce R. Maslin. Acacia pycnocephala ingår i släktet akacior, och familjen ärtväxter. Inga underarter finns listade i Catalogue of Life.